# Sara Svoboda
Pour les articles homonymes, voir Svoboda.
Pas d'image ? Cliquez ici

a Compétitions nationales et continentales officielles uniquement.

b Matchs officiels uniquement.
Sara Svoboda, née le 3 février 1995 à Belleville (Canada), est une joueuse internationale canadienne de rugby à XV évoluant au poste de troisième ligne aile.
Son oncle Karl Svoboda est un joueur international canadien de rugby à XV.

## Biographie
Sara Svoboda naît le 3 février 1995, à Belleville en Ontario. Dans sa famille, son père Paul a été le capitaine de l'équipe du Canada de rugby à XIII, tandis que son oncle Karl Svoboda a notamment disputé les trois premières Coupes du monde masculines de rugby à XV avec le Canada. De plus, sa sœur jumelle Katie est internationale canadienne à XV.
Elle pratique elle aussi le rugby à XV et joue successivement avec les Brantford Harlequins puis les Belleville Bulldogs, avant de rejoindre à l'automne 2020 le club du Loughborough Lightning en Angleterre. Elle compte 13 sélections en équipe nationale quand elle est retenue en septembre 2022 pour disputer sous les couleurs de son pays la Coupe du monde en Nouvelle-Zélande.
À l'automne 2023, elle participe dans ce même pays au WXV sous les couleurs du Canada.

## Palmarès
- Vainqueur de la Pacific Four Series en 2024.